# Bonetus de Latis
Bonetus de Latis (denominado también como Bonet de Lattes) fue un médico, astrónomo y astrólogo francés de origen judío de finales del siglo XV e inicios del XVI. En su labor como rabino originario del Condado de Provenza aparece en hebreo como Jacob ben Emmanuel. Es conocido por haber sido el inventor de diversos instrumentos astronómicos capaces de medir la altura de los astros y de haber realizado investigaciones en el terreno de la gnomónica desarrollando el ánulo solar portátil, un reloj solar con forma de anillo, que describe en su obra titulada: Boneti de Latis, Medici Provenzalis, Annuli per eum Composti Super Astrologiæ Utilitate. Fue expulsado de su tierra natal en Provenza (como indica su apellido, Lattes) y se desplazó a Carpentras, de allí viajó a Roma para ser médico del papa León X, al tiempo que ejerció de rabino de la comunidad judía de Roma. Bonet escribe, en un latín poco agraciado, un libro titulado: "Prognosticum," publicado en Roma en el año 1498, y dedicado al cardenal Valentiniani y a los Borgia, en el que previene de la llegada del mesías, en el año 1505. 